# Weiltinger Affäre
Als Weiltinger Affäre (auch als Weiltinger Vorfall, Weiltinger Fall, Weiltinger Sache, Weiltinger Angelegenheit, Weiltinger Irrungen, Weiltinger Differenzen, Algarade à Wailtingen oder farheuse affair de Wailtingen bezeichnet) wird ein Herrschaftskonflikt der Herrschaftsträger Württemberg und Preußen im Rahmen der preußischen Besitzübernahme des Fürstentums Ansbach-Bayreuth im Jahr 1792 bezeichnet.

## Vorgeschichte
Die Region an der Wörnitz südlich des Hesselbergs lag an einer antiken Ertrags- und Siedlungsgrenze, die ihren Grenzstatus bis zum Jahr 1791 als Kultur-, Imperiums-, Reichs-, Stammes-, Gau-, Reichskreis- und Obrigkeitsgrenze behielt. Dieser Grenzstatus entwickelte sich über die Jahrhunderte zu einem verworrenen, aber lange Zeit stabilen Mikrokosmos der besonderen Art. Gekennzeichnet war die außergewöhnliche, strittige und vielherrische Situation durch ein erhöhtes Konfliktpotenzial, in das die Regierungen der Herrschaftsträger Oettingen, Brandenburg-Ansbach und Württemberg und ihre Oberämter (Aufkirchen, Wassertrüdingen, Weiltingen) verwickelt waren.
Johann Jakob Moser schrieb im Jahr 1765 über die Region: 
„Die allergrösseste Confusion und Streitigkeiten endlich trifft man in der Gegend um Dünckelsbühl, wo dieser Statt Gebiet (sic), das Brandenburg-Onolzbachische, Fürst- und Gräflich-Oettingische, Würtemberg-Weiltingische, usw. zusammenstossen: Denn da ist nicht nur das Petitorium streitig; sondern es befindet sich auch nicht einmal ein- oder anderer Theil in einem ruhigen Besiz: Dahero z.e. ein Ehebrecher, wann er ertappet werden kann, offt von 2. oder 3. Herrschafften wegen einerley Sache bestraffet wird. Diess hat so dann natürlicher Weise seinen Einflüsse auch in die Land-Charten; dahero z.e. in denen Vetterischen Charten von denen Fürstlich-Brandenburg-Onolzbachischen Landen viles zu disen gezogen wird, so man in denen Oettingischen zu Oettingen, ingleichen resp. in denen Würtembergischen zu Würtemberg rechnet.“
Im Jahr 1791 dankte der letzte Markgraf von Ansbach-Bayreuth, Carl Alexander, ab und die Kurlinie Brandenburg-Preußen übernahm das fränkische Fürstentum. Der aus Berlin abgesandte preußische Dirigierende Minister Karl August von Hardenberg haderte mit den eigenartigen Verhältnissen im fränkischen Fürstentum, die eine staatliche Entwicklung nach preußischem Vorbild erschwerten. Nach der offiziellen Besitzübernahme am 5. Januar 1792 veränderte er die Konfliktstrategie der alten markgräflichen Regierung im Umgang mit altstrittigen Herrschaften und Gebieten.

## Konfliktgeschehen

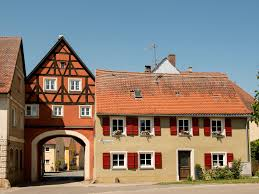
Bild des Inneren Tores in Weiltingen

Am 14. Februar 1792 machte sich ein preußischer Amtsschreiber auf den Weg in das württembergische Weiltingen, um dort an einem der Tore sog. Regierungsantrittspatente anzuschlagen. Der Weiltinger Oberamtmann Johann Friedrich Stockmayer ließ die Patente umgehend wieder abnehmen, worauf eine bewaffnete preußische Miliz am 18. Februar 1792 einen zweiten Versuch unternahm. Die Weiltinger Bürgerschaft vertrieb die Abgesandten, dabei wurden von preußischer Seite Schusswaffen eingesetzt – auf beiden Seiten gab es Verletzte. Um den aufrührerischen Ort ruhig zu stellen, marschierte am 28. Februar 1792 reguläres preußisches Militär in den Ort ein und besetzte ihn einige Tage, worauf es zu einem diplomatischen Konflikt zwischen Preußen und Württemberg kam.

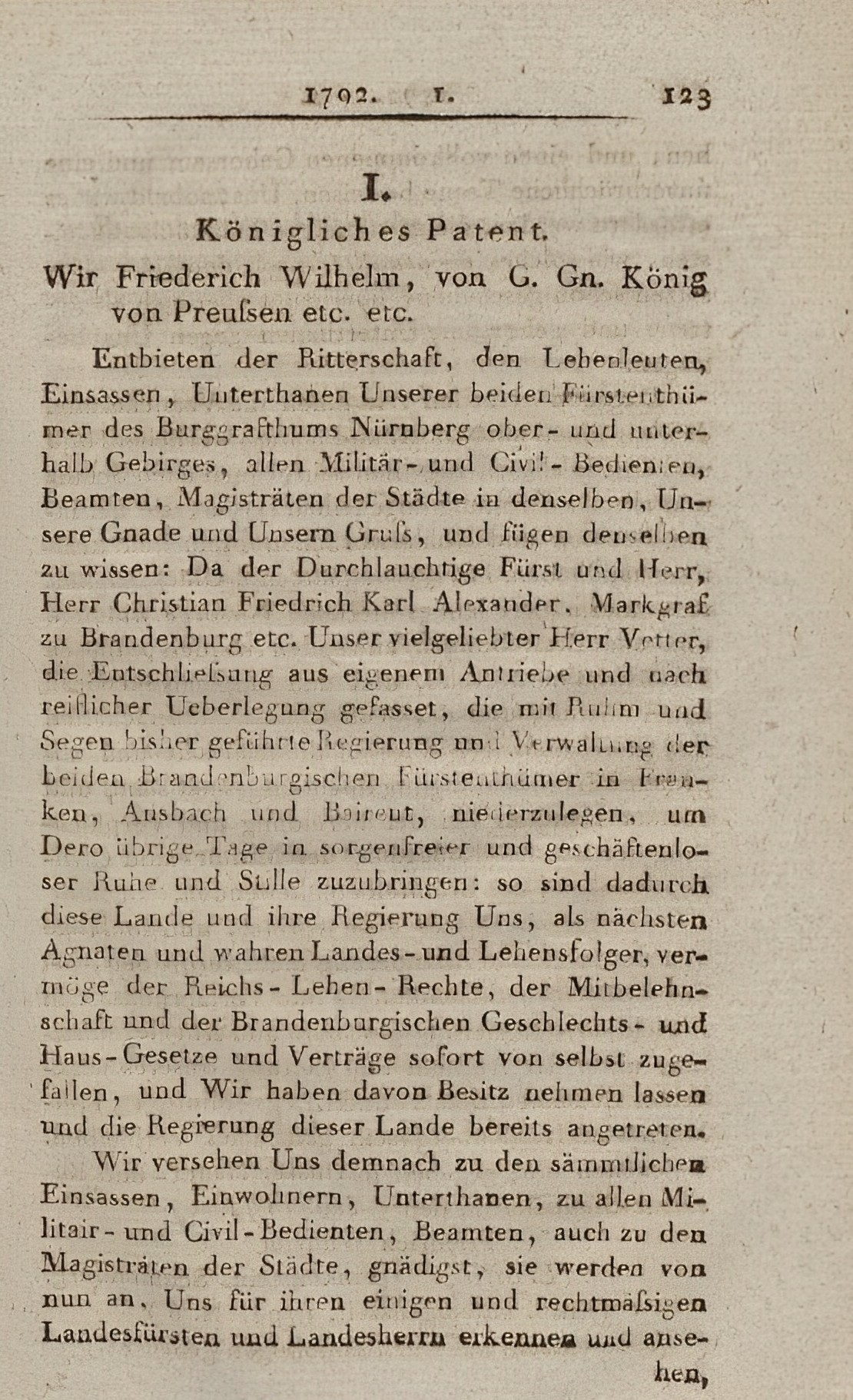
Die Regierungsantrittspatente vom 5. Januar 1792., Blatt 1.

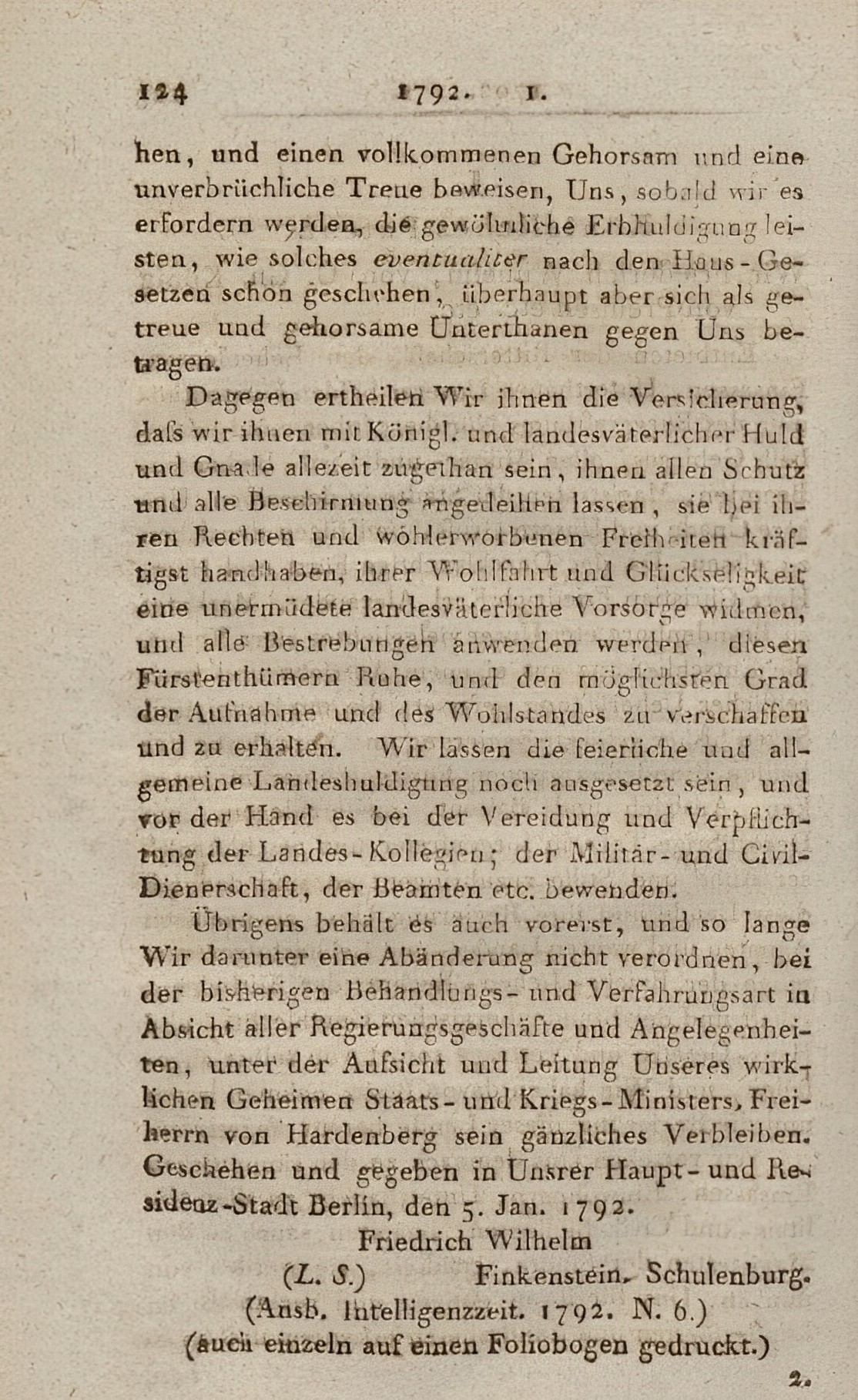
Die Regierungsantrittspatente vom 5. Januar 1792, Blatt 2.

### Zeittafel der Weiltinger Affäre
|                                                  | |                                                             | Vom Konfliktende bis zum Konfliktausklang |                             |                             |                           |
| Abzug des preußischen Militärs aus Weiltingen    | Preußen lässt von Kernort Weiltingen ab (Präliminarvertr. zwischen Ansbach und Oettingen)                                                   | Vertrag zur Festlegung von Markungs- und Territorialgrenzen | Übergang Weiltingens an Bayern            |                             |                             |                           |
| 3. März 1792                                     | 23. Mai 1792 | 19. Oktober 1799                                            | April 1810                                |                             |                             |                           |
| Von der Konfliktanbahnung bis zum Konfliktbeginn | Beschluss, die fränkischen Fürstentümer an Preußen zu übergeben                                                                             | 16. Januar 1791                                             | Betrachtungszeitraum lang                 | Betrachtungszeitraum lang   | Betrachtungszeitraum lang   | Betrachtungszeitraum lang |
| Von der Konfliktanbahnung bis zum Konfliktbeginn | Übergabe der fränkischen Fürstentümer an Preußen                                                                                            | 5. Januar 1792                                              | Betrachtungszeitraum mittel               | Betrachtungszeitraum mittel | Betrachtungszeitraum mittel |                           |
| Von der Konfliktanbahnung bis zum Konfliktbeginn | Entscheidung Hardenbergs die Regierungsantrittspatente in den Orten, in denen Ansbach historisch die Landeshoheit beanspruchte, anzuheften. | 9. Februar 1792                                             | Betrachtungszeitraum kurz                 | Betrachtungszeitraum kurz   |                             |                           |
| Von der Konfliktanbahnung bis zum Konfliktbeginn | Erstes Anschlagen der Patente durch Wassertrüdinger Amtspersonal                                                                            | 14. Februar 1792                                            | Eigentliches Konfliktgeschehen            |                             |                             |                           |
| Von der Konfliktanbahnung bis zum Konfliktbeginn | Einfall der Wassertrüdinger Miliz | 18. Februar 1792                                            | Eigentliches Konfliktgeschehen            |                             |                             |                           |
| Von der Konfliktanbahnung bis zum Konfliktbeginn | Besetzung durch preußisches Militär | 28. Februar 1792                                            | Eigentliches Konfliktgeschehen            |                             |                             |                           |

## Folgen
In die diplomatischen Verwicklungen waren die Regierung des Herzogtums Württemberg, der regierende Herzog Carl Eugen, sein in Weiltingen lebender Bruder Ludwig Eugen, die Ansbacher Lokalregierung, der Dirigierende Minister Ansbach-Bayreuths Karl August von Hardenberg, das preußische Kabinettsministerium und der preußische König Friedrich Wilhelm II. verwickelt.
Da sich Weiltingen seit 1616 im württembergischen Besitz befand, lösten die preußischen Aktionen diplomatische Verwerfungen um die Landeshoheit und den daraus resultierenden Befugnissen sowie um den Begriff der Landeshoheit selbst aus. Der Ansbacher Statthalter Hardenberg geriet stark unter politischen Druck.
Die versuchte Herrschaftsausdehnung Preußens wurde Thema auf den Gängen im Reichstag in Regensburg sowie beim Reichshofrat in Wien. Zeitungen im In- und Ausland berichteten über den Vorfall. Zahlreiche Schriften zum Umgang mächtiger mit mindermächtigen Herrschaftsträgern erschienen. Der Fall avancierte im Kampf der mindermächtigen Reichsglieder (vor allem der Reichsritterschaft) um ihre politische Existenz zum breitgetretenen negativen Beispielobjekt, worauf sich die Hardenberg mehrmals regierungsintern und öffentlich verwahren musste.

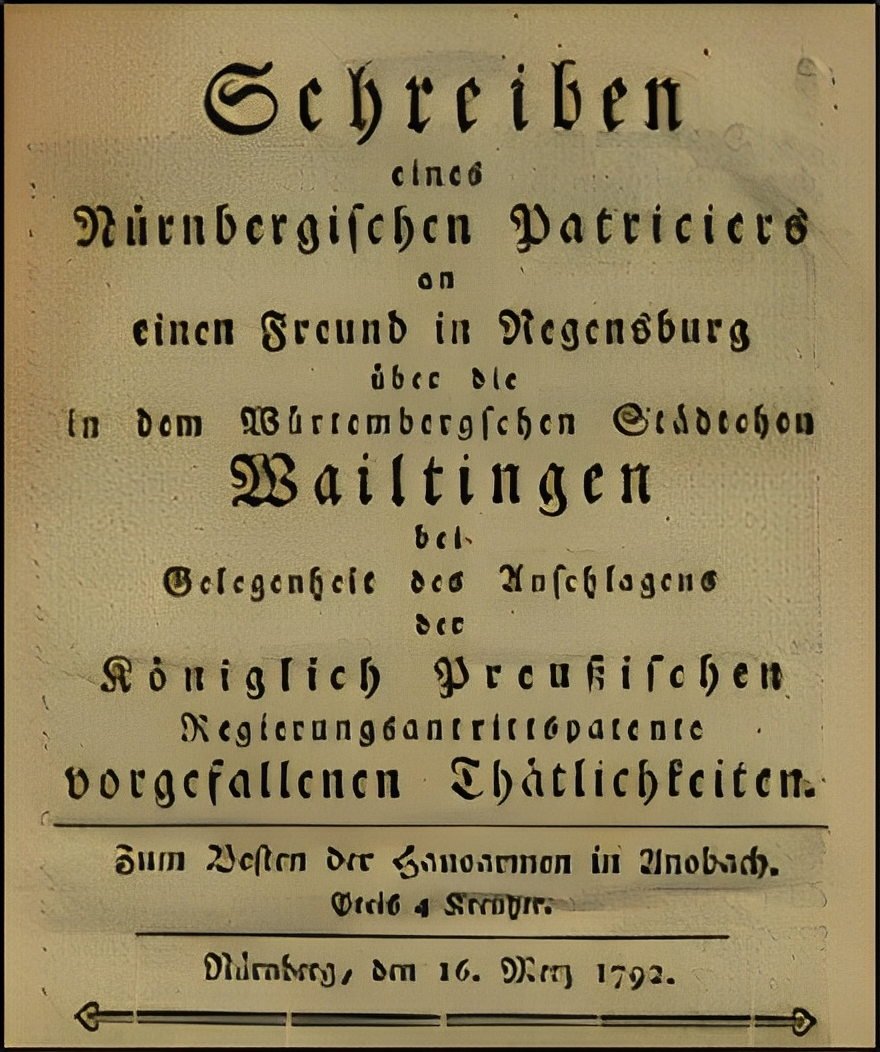
Schreiben eines Nürnbergischen Patriziers an einen Freund in Regensburg über die in dem württembergischen Städtchen Wailtingen bei Gelegenheit des Anschlages der königlich preußischen Regierungsantrittspatente vorgefallene Thätlichkeiten.

Nach anfänglicher Missgunst beim preußischen Kabinettsministerium bzw. beim preußischen König schaffte er es aber im Kabinettsministerium eine Meinungsumkehr herbeizuführen. Seine Argumente legte er, auf den Verwerfungen der Weiltinger Affäre beruhenden Grundsatzprogramm nieder, das später der preußischen Politik in Franken als Richtschnur diente. Auf Basis dessen wurden ab 1796 an den Grenzen Ansbach-Bayreuths zahlreiche reichsritterschaftliche Herrschaften mediatisiert und dem preußischen Staatsgebiet zugeschlagen. Sein Vorgehen gegen die Reichsritter war nicht mit der Verfassung des HRR vereinbar und sein Vorgehen höhlte in der Folge die Verfassung des schon morbiden alten Reichs noch weiter aus – lange bevor Napoleon Bonaparte die europäische Landkarte in Angriff nahm.